# Interleukine 6
L'interleukine 6 (IL6) est une cytokine appartenant au trio des cytokines pro-inflammatoires de l'immunité innée, (l'interleukine-1, l' interleukine-6 et le facteur de nécrose tumorale) dans la phase aiguë de l'inflammation (il s'agit d'une cytokine pro-inflammatoire). Elle stimule notamment la sécrétion des protéines de la phase aiguë au cours de la réaction du système immunitaire innée (APP, ou acute phase protein). Son gène est IL6 situé sur le chromosome 7 humain.
Dix cytokines de la famille IL-6 ont été identifiées : IL-6, oncostatine M (OSM), facteur inhibiteur de leucémie (LIF), facteur neurotrophique ciliaire (CNTF), cardiotropine-1 (CT-1), cytokine de type cardiotrophine (CLC) , neuropoïétine (NP), interleukine 11, interleukine 23, interleukine 27 et interleukine 31,,,. Toutes ces cytokines partagent la glycoprotéine membranaire gp130 en tant que récepteur commun et sous-unité de transducteur de signal dans leurs complexes récepteurs, à l'exception de l'IL-31.
L'interleukine 6 est une cytokine clé dans la régulation de l'inflammation aigüe et chronique et joue un rôle de messager entre les cellules impliquées dans ce processus.
Une hyperproduction d'interleukine 6 et de son récepteur (IL6R) provoque l'inflammation et les lésions articulaires associées à la polyarthrite rhumatoïde.

## Fonctions physiologiques
L'IL-6 est une cytokine pléotropique produite en réponse à des lésions tissulaires et à des infections. Plusieurs types de cellules, dont les fibroblastes, les kératinocytes, les cellules mésangiales, les cellules endothéliales vasculaires, les mastocytes, les macrophages, les cellules dendritiques et les cellules lymphocytaires T et lymphocytaires B sont associés à la production de cette cytokine.

### Différenciation cellulaire
Son expression est régulé par le NF-IL6 (appelé aussi CEBPB).
L'IL-6 est connue pour avoir un rôle important dans la différenciation de certains types cellulaires. En effet, la fixation de l'IL-6 à son récepteur IL6R ainsi qu'à la molécule gp130, entraîne l'activation de la protéine Jak (janus kinase). Jak active ensuite la voie de signalisation des STAT, notamment la protéine STAT 3. Les STAT 3 se dimérisent et pénètrent ainsi dans le noyau par translocation nucléaire. Le facteur STAT 3 s'associe ensuite à une histone acétyltransférase (HAT), nommée « CBP ». Les HAT sont chargées négativement et interagissent avec les histones chargés négativement afin de décompacter la chromatine d'une séquence nucléotidique d'un gène. CBP est la HAT de STAT 3 et lorsque STAT 3 se fixe à CBP, CBP induit la décompaction de la chromatine de la séquence codant la protéine p21. STAT 3 est un facteur de transcription connu pour se fixer (notamment) au promoteur du gène de p21, ce qui augmentera le taux de protéine p21 dans la cellule et induira ainsi un arrêt temporaire du cycle cellulaire. Cet arrêt est nécessaire à la mise en place des phénomènes de différenciation cellulaires, et c'est la raison pour laquelle l'IL-6 est utilisée par l'organisme dans le développement (embryogenèse) et la formation du système nerveux central ou encore dans la différenciation d'un lymphocyte B en plasmocyte, par exemple. Elle joue également un rôle dans la genèse des hémopathies malignes.
Il active également la voie du SHP2 et celle du phosphoinositide 3-kinase/akt.

### Sur les cellules immunitaires
Les effets biologiques de l'interleukine-6 sont :
- le contrôle de la différenciation des monocytes en macrophages en régulant l'expression du facteur de stimulation[15] ;
- l'augmentation de la production d'immunoglobuline G des cellules lymphocytaires B en régulant l'expression de l'interleukine-21[16] ;
- la régulation négative de la maturation des cellules dendritiques par activation de la voie de signalisation STAT3[17] ;
- la promotion de la réponse Th2 en inhibant la polarisation Th1[18].

Deux mécanismes différents ont été décrits pour favoriser l'inhibition de la polarisation Th1 par IL-6, :
- l'IL-6 stimule les lymphocytes T CD4 pour sécréter IL-4 et diriger la réponse à Th2 ;
- l'IL-6 affecte la sécrétion d'IFNγ par les cellules T CD4, un interféron essentiel pour favoriser la polarisation Th1. Un effet similaire est produit dans les cellules Th1, où l'inhibition de la sécrétion d'IFNγ dans ces cellules affecte l'activation des cellules T CD8.

#### En combinaison avec d'autres molécules
- En combinaison avec le facteur de croissance bêta, l'IL-6 induit la différenciation de CD4 naïf en cellules Th17, qui sont importantes pour la défense contre les agents pathogènes au niveau des muqueuses[20] ;
- Les interactions synergiques de l'IL-6 avec l'IL-7 et l'IL-15 induisent la différenciation et la capacité cytolytique des lymphocytes T CD8[21] ;
- l'IL-6 est une cytokine pyrogène puissante et a un rôle essentiel dans l'organisation du trafic de lymphocytes vers les organes lymphoïdes lors d'événements fébriles[22].

### Métabolisme du fer et inflammation
L'IL-6 serait responsable de la séquestration du fer sérique dans les macrophages lors de l'inflammation, via l'augmentation de l'expression de l'hepcidine. Cette action pourrait jouer un rôle dans la lutte contre l'infection, en limitant la disponibilité du fer circulant et nuisant ainsi au métabolisme microbien.

## Rôle de myokine
L'interleukine 6 est aussi considérée comme étant une myokine, c'est-à-dire une cytokine produite dans les muscles, avec un taux plus élevé lors de l'exercice musculaire.

## Implication en pathologie

### Rôle suspecté dans l'athérome
Une mutation de son récepteur entraîne la baisse de son activité, une augmentation d'interleukine 6 circulante, une baisse du taux de la CRP, marqueur de l'inflammation et possible marqueur de risque cardiovasculaires. Elle est associée avec une diminution du risque de survenue de maladies cardiovasculaires,,.

### Rôles dans l'infection virale
La stimulation du récepteur de l'interleukine-6 déclenche la mise en route de la voie de transcription JAK/STAT3 avec production de cytokine, kinases récepteurs. Le nombre de gènes régulés par l'activité IL-6 peut expliquer la nature pléotropique de cette interleukine. En conséquence, les conséquences biologiques de la production d'IL-6 ont été associées à des effets pro- et anti-inflammatoires, mettant en évidence le rôle pivot de l'IL-6 dans l'activation et la régulation de la réponse immunitaire.

## Cible thérapeutique
Le tocilizumab est un anticorps monoclonal bloquant le récepteur de l'interleurkine 6 et est utilisé dans la polyarthrite rhumatoïde. Le sirukumab, comme l'olokizumab, se fixe, lui, directement sur l'interleukine 6.
L'olamkicept se fixe sur le complexe interleukine 6-récepteur soluble à l'interleukine 6 et est en cours de test dans la rectocolite hémorragique.